# Balestier Khalsa
Der Balestier Khalsa Football Club ist ein professioneller Fußballverein aus Singapur, der aktuell in der höchsten Liga, der Singapore Premier League, spielt. Der Verein ging aus einer Fusion hervor. Zum Ende der Saison 2002 fusionierten der Balestier Central FC und der Clementi Khalsa FC zum heutigen Verein.

## Vorgängervereine

### Balestier Central FC
Der Verein aus dem Stadtteil Farrer Park wurde bereits im Oktober 1898 unter dem Namen Fathul Karib Football Club gegründet. Als man 1975 der inoffiziellen National Football League beitrat, änderte man den Namen in Balestier United. Später spielte der Verein sowohl in der Premier League als auch der S-League. Als Balestier Central war der Verein zugleich Gründungsmitglied der S-League.
Der größte Erfolg des Vereins waren die Gewinne des Pokals 1958 und 1992 und die Vizemeisterschaft 1988.

### Clementi Khalsa FC
Clementi wurde gegründet um die Sikh in der Stadt Singapur zu repräsentieren. 1999 trat man der S-League bei. Der Verein war in Clementi beheimatet und trug seine Spiele auch im gleichnamigen Stadion aus.

## Erfolge
Prime League
Sieger: 2012, 2013
Singapore Cup
Sieger: 2014
Singapore Community Shield
2. Platz: 2015
Singapore League Cup
Sieger: 2013
2. Platz: 2015
League Cup Plate Tournament
Sieger: 2012
2. Platz: 2014
Singapore FA Cup
Sieger: 2012
President’s Cup
Sieger: 1992
FAS Challenge Cup
Sieger: 1958

## Stadion
Bis 2018 trug der Verein seine Heimspiele im Toa-Payoh-Stadium in Toa Payoh aus.
Von 2019 bis 2021 spielte der Verein im Bishan Stadium in Bishan aus. Die Sportstätte hat ein Fassungsvermögen von 3500 Zuschauern. Eigentümer sowie Betreiber ist das Singapore Sports Council.
Seit 2022 spielt der Verein wieder im Toa-Payoh-Stadium.

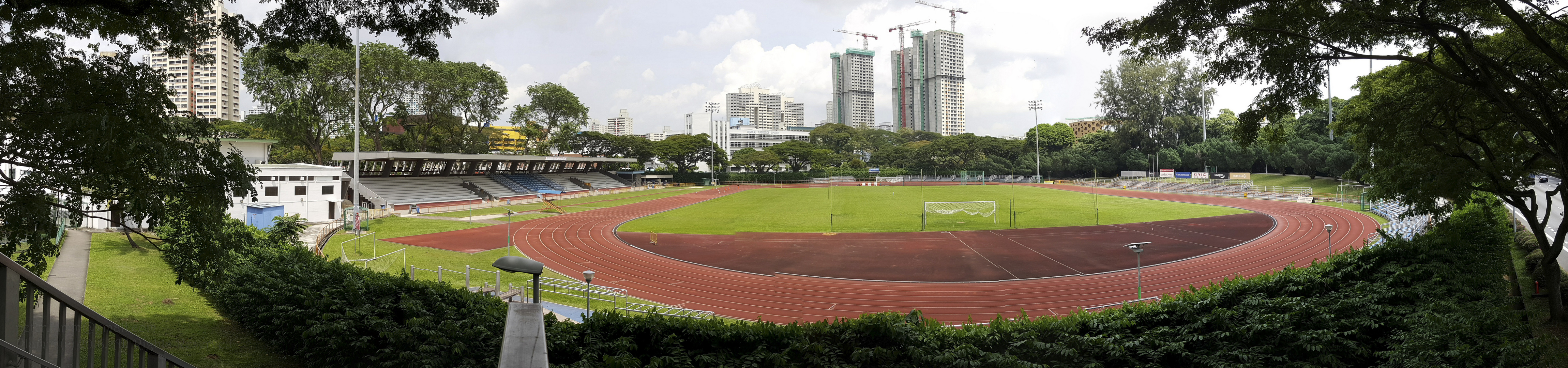
Toa-Payoh-Stadium

## Saisonplatzierung
| Saison  | Liga                     | Teams | Platz | Community Shield | Singapore Cup    |
| ------- | ------------------------ | ----- | ----- | ---------------- | ---------------- |
| 2009    | S. League                | 12    | 11.   |                  | Vorrunde         |
| 2010    | S. League                | 12    | 8.    |                  | Viertelfinale    |
| 2011    | S. League                | 12    | 10.   |                  | Vorrunde         |
| 2012    | S. League                | 13    | 6.    |                  | Vorrunde         |
| 2013    | S. League                | 12    | 4.    |                  | 3. Platz         |
| 2014    | S. League                | 12    | 6.    |                  | Sieger           |
| 2015    | S. League                | 10    | 4.    |                  | Viertelfinale    |
| 2016    | S. League                | 9     | 8.    |                  | 4. Platz         |
| 2017    | S. League                | 9     | 7.    |                  | Vorrunde         |
| 2018    | Singapore Premier League | 9     | 6.    |                  | 3. Platz         |
| 2019    | Singapore Premier League | 9     | 9.    |                  | Gruppenphase     |
| 2020    | Singapore Premier League | 8     | 5.    |                  | keine Austragung |
| 2021    | Singapore Premier League | 8     | 7.    |                  | keine Austragung |
| 2022    | Singapore Premier League | 8     | 7.    |                  | 4. Platz         |
| 2023    | Singapore Premier League | 9     | 4.    |                  | Gruppenphase     |
| 2024/25 | Singapore Premier League | 9     | 4.    |                  | Gruppenphase     |

## Trainer seit 2010
| Name             | Zeit bei Balestier Khalsa FC | Zeit bei Balestier Khalsa FC |
| Name             | von                          | bis                          |
| ---------------- | ---------------------------- | ---------------------------- |
| Nasaruddin Jalil | 1. Januar 2010               | 31. Dezember 2010            |
| Salim Moin       | 1. Januar 2011               | 31. Dezember 2011            |
| Darren Stewart   | 1. Januar 2012               | 31. Dezember 2013            |
| Marko Kraljević  | 1. Januar 2014               | 25. Januar 2019              |
| Khidhir Khamis   | 4. Februar 2019              | 24. September 2019           |
| Marko Kraljević  | 24. September 2019           | 31. Dezember 2021            |
| Akbar Nawas      | 1. Januar 2022               | 31. August 2022              |
| Peter de Roo     | 1. September 2022            | heute                        |

## Erläuterungen / Einzelnachweise
1. ↑  rsssf.org: Liste der Pokalsieger Singapurs